# Jewhen Maloljetka

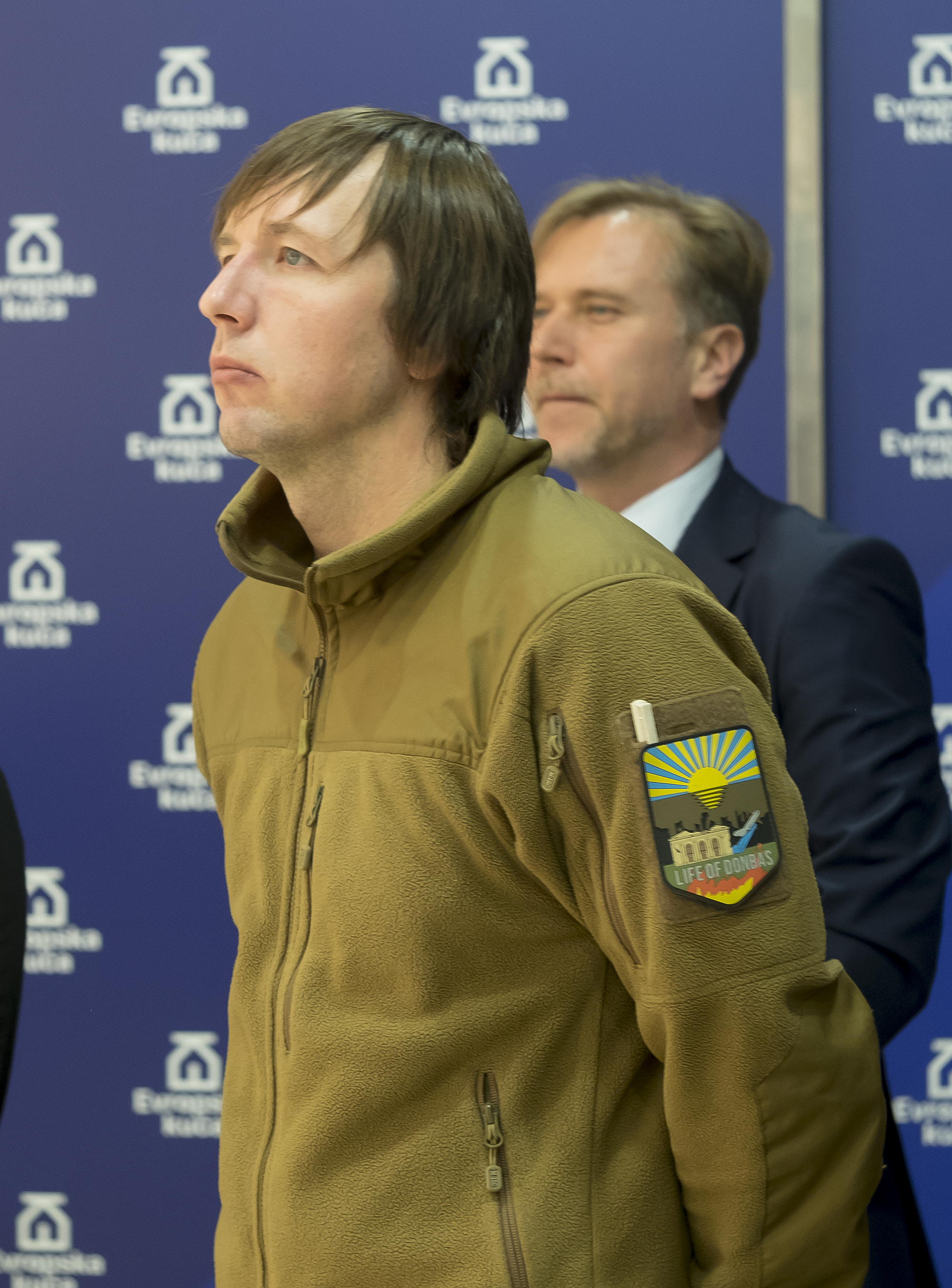
Jewhen Maloljetka, 2024

Jewhen Kostjantynowytsch Maloljetka (ukrainisch Євген Костянтинович Малолєтка; * 1. März 1987 in Berdjansk) ist ein ukrainischer Fotojournalist.

## Leben
Jewhen Maloljetka ist seit 2009 als Fotojournalist tätig. Er arbeitete für UNIAN, Associated Press, Al Jazeera und Der Spiegel.
Im Jahre 2010 machte Maloljetka seinen Ingenieurabschluss am Kiewer Polytechnischen Institut.
2013–2014 berichtete der Fotograf über den Euromaidan. Es folgten Fotoreportagen über die Proteste in Belarus, den Krieg um Bergkarabach und die COVID-19-Pandemie in der Ukraine.
Seit 2014 dokumentierte Maloljetka Russlands Krieg gegen die Ukraine.
Nach Beginn der russischen Invasion im Jahr 2022 waren er, Wassylyssa Stepanenko und Mstyslaw Tschernow fast die einzigen internationalen Journalisten, die sich im belagerten Mariupol aufhielten und den ständigen Beschuss durch die russischen Streitkräfte dokumentierten. Am 9. März 2022 fotografierte Maloljetka die Folgen der Bombardierung der Geburtsklinik in Mariupol und die Patientinnen der Entbindungsstation.
Am 15. März 2022 gelang es den Journalisten, Mariupol zu verlassen.
Am 20. Januar 2023 fand auf dem Sundance Film Festival die Premiere des Dokumentarfilms 20 Tage in Mariupol statt, der auf den Aufnahmen des Fotojournalisten-Teams basiert.

## Auszeichnungen (Auswahl)
- 2022 –  Knight International Journalismus Award[5]
- 2023 –  Pressefoto des Jahres[6]
- 2023 –  Pulitzer-Preis[7]
- 2024 –  Taras-Schewtschenko-Preis[8]